# 敘利亞地理
敘利亞是西南亞的國家，位於中東的阿拉伯半島以北，地中海的東海岸。北面和土耳其接壤，西部和黎巴嫩及以色列接壤。徐立全國分為14個省份。首都大馬士革是敘利亞第二大的都市。位於北部的阿勒頗是敘利亞最大的城市。敘利亞的國土面積是185,180平方公里。沿海地區有狹窄的平原。東部地區地勢較高，氣候乾燥，多是沙漠。幼發拉底河流經敘利亞東部地區，也是該國最重要的河流。敘利亞最大的湖泊是阿薩德湖。